# Paulx
Paulx (bretonska: Palud) är en kommun i departementet Loire-Atlantique i regionen Pays de la Loire i nordvästra Frankrike. Kommunen ligger i kantonen Machecoul som tillhör arrondissementet Nantes. År 2022 hade Paulx 2 042 invånare.

## Befolkningsutveckling
Antalet invånare i kommunen Paulx
| Referens: INSEE |